# Turzówka
Turzówka (słow. Turzovka, do 1927 także Kysuce, węg. Turzófalva do 1899 Turzovka) – miasto w północno-zachodniej Słowacji w kraju żylińskim, w powiecie Czadca.

## Położenie
Leży w górnej części doliny Kisucy, na pograniczu Beskidu Morawsko-Śląskiego (konkretnie jego słowackich przedgórzy, określanych tu jako Turzovska vrchovina, na północy) oraz Jaworników (na południu). Należą do niego osady Hlinené, Košariská, Turkov i Predmier. Miasto jest członkiem i założycielem stowarzyszenia pod nazwą Horné Kysuce.

## Historia
Miejscowość wspominana jest po raz pierwszy w 1598 r., kiedy Jerzy VII Thurzo (stąd nazwa), ówczesny właściciel feudalnego „państwa” bytczańskiego, założył ją na terenie starszej osady Predmier. Głównym zajęciem mieszkańców było szałaśnictwo (hodowla owiec), hodowla bydła, prymitywne rolnictwo oraz praca w lasach i obróbka drewna (głównie wyrób gontów). Od połowy XVIII w. bardzo popularne stało się druciarstwo: druciarze z Turzówki mieli swoje warsztaty m.in. w Katowicach, Lublinie, Kijowie, Petersburgu i w Moskwie. Po I wojnie światowej mieszkańcy zajmowali się garncarstwem, pracą w miejscowych tartakach, wielu pracowało w trzynieckiej hucie lub w kopalniach węgla i zakładach metalurgicznych Zagłębia Ostrawsko-Karwińskiego. Wysoki poziom osiągnęła emigracja, zwłaszcza do Stanów Zjednoczonych i Kanady.
W 1914 r. uruchomiona została przechodząca przez Turzówkę linia kolejowa z Czadcy do Makowa.
Do 1954 r. Turzovka była jedną z największych wsi na Słowacji. Status miasta uzyskała w 1970 r.

## Demografia
W 2011 roku miasto liczyło 7,8 tys. mieszkańców.
Turzówka jest celem pielgrzymów (Kysuckie Lourdes) – w 1958 r. miały tutaj mieć miejsce objawienia maryjne. 
Miejscowość jest lokalnym ośrodkiem turystycznym i punktem wyjściowym kilku znakowanych szlaków turystycznych.
W 1998 roku, z okazji uroczystości 400-lecia założenia miasta, mieszkańcy Turzowki postawili w swoim mieście pomnik upamiętniający kisuckich druciarzy. Jego autorem jest czołowy słowacki rzeźbiarz Miroslav Cipár, który urodził się w niedaleko położonej Wysokiej nad Kisucą. Fundatorem pomnika „Drotár a džarek”, przedstawiającego wędrownego druciarza z młodym pomocnikiem, był potomek słowackich druciarzy, którzy wyemigrowali do USA, Paul Okuliar z Południowej Karoliny. Znajduje się tu także niewielki obelisk, upamiętniający pochodzącego z Predmieru Tomáša Uhorčíka, kapitana zbójnickiej kompanii, której przewodził później słynny Juraj Janosik.